# St. Sebastian (Würzburg-Heuchelhof)

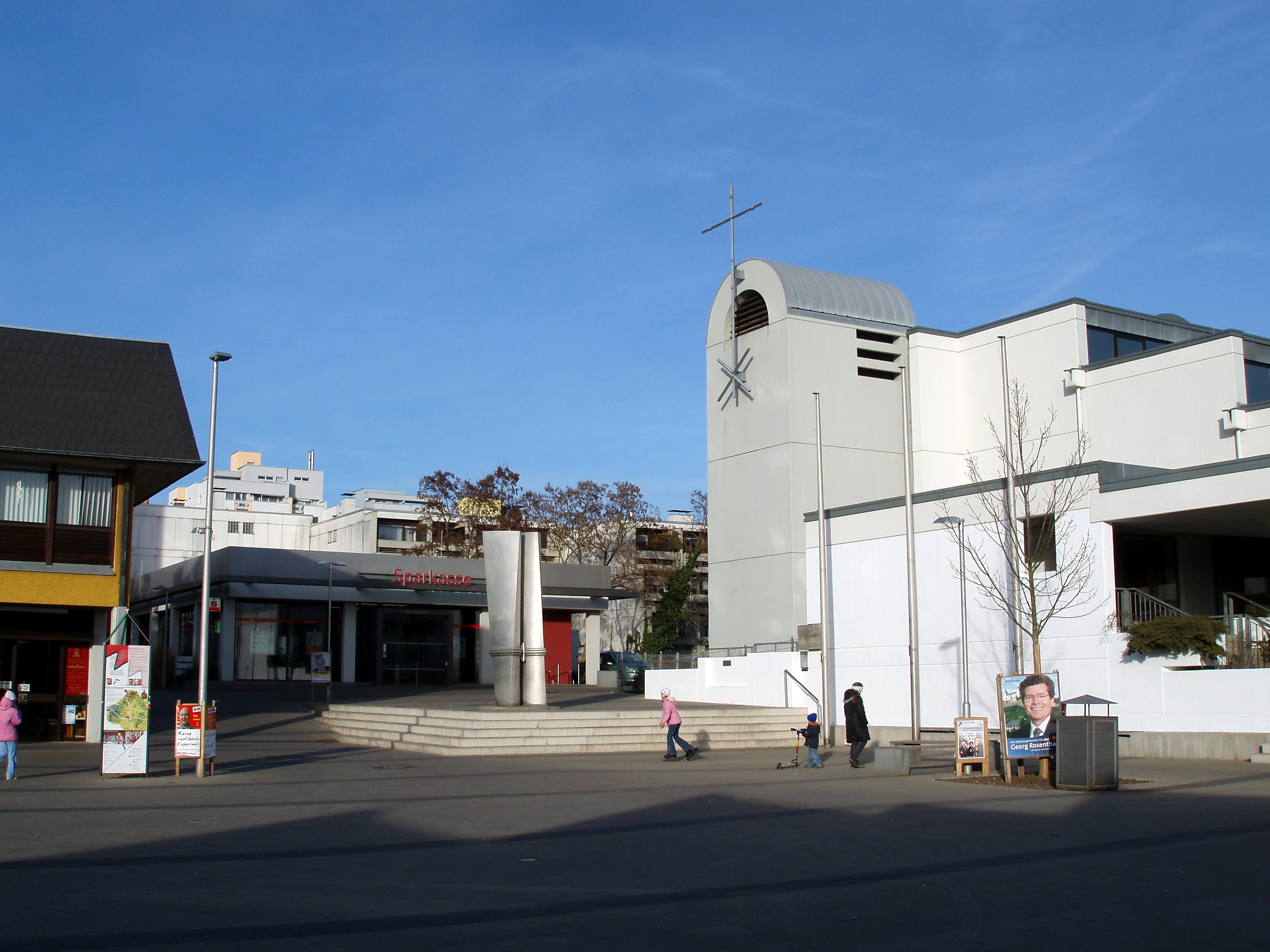
Place de Caen mit St. Sebastian (rechts)

Die Pfarrkirche St. Sebastian im Würzburger Stadtbezirk Heuchelhof ist eine Pfarrkirche des katholischen Dekanats Würzburg-Stadt. Das Gotteshaus wurde in den Jahren 1976–1977 nach Plänen von Friedrich Ebert erbaut.

## Geschichte
Der Heuchelhof ist der jüngste und größte Stadtteil von Würzburg. Angelegt wurde er in den 1960er Jahren und entsprechend ist er in seinen ersten Bauabschnitten durch den Hochhausbau dieser Zeit geprägt worden. Das Wohngebiet wurde anfangs von der Pfarrei St. Laurentius in Heidingsfeld mitbetreut. 1971 wurde eine eigene Pfarrei gegründet. Als Gottesdienstraum dienten zuerst Mietwohnungen und später ein großes Rundzelt. Während St. Sebastian nach zweijähriger Bauzeit 1977 geweiht wurde, konnte die 1988 geplante Gethsemanekirche erst in den Jahren 1998–2000 erbaut werden. Damals hatte der Heuchelhof ca. 4000 Wohnungen und die Bevölkerung war auf ca. 12.000 Bewohner angestiegen.
Die Konsekration (Kirchweihe) erfolgte am 22. Oktober 1977 durch Bischof Josef Stangl. Das Patrozinium ist das des Märtyrers Sebastian, dem Nothelfer gegen die Pest und andere Seuchen.

## Architektur und Ausstattung
Die Gebäudegruppe mit Kirche, Gemeindehaus und Pfarramt wurde 1976/77 durch das bischöfliche Bauamt unter Leitung von Friedrich Ebert errichtet. Der Außenbau stuft sich vom Turm nach Süden terrassenartig ab. Während das Äußere von Sichtbeton geprägt ist, wurde das Kircheninnere mit roten Ziegeln ausgeführt. Der Zentralraum von St. Sebastian ist quadratisch angelegt. Der Chor ist wie der Turm von einem  Tonnendach überwölbt und hat ein Kreisfenster unter dem Dach. Diese Altarwand wurde vom Künstlerehepaar Bail mit einem großen Wandbild gestaltet.
An den Hauptraum schließt sich die Werktagskapelle an. Das Glasfenster hinter dem Altar wurde vom Künstler Carl Clobes gestaltet.

## Sonstiges
Gründungspfarrer der Pfarrei und Seelsorger der Gemeinde war Erwin Kuhn (1929–2014) von 1973 bis 2001. Die Pfarrei St. Sebastian gehört zusammen mit St. Josef (Rottenbauer) zur Pfarreiengemeinschaft „Joseba“. Die sogenannte Scheunenkirche St. Hedwig im Gut Heuchelhof ist eine Filialkirche der Pfarrei St. Sebastian und jüngster Kirchenneubau innerhalb des Stadtgebietes.